# Arthurdendyus latissimus
Arthurdendyus latissimus är en plattmaskart som först beskrevs av Arthur Dendy 1896.  Arthurdendyus latissimus ingår i släktet Arthurdendyus och familjen Geoplanidae. Inga underarter finns listade i Catalogue of Life.